# Stazione di Piacenza (SIFT)
La stazione di Piacenza SIFT era una stazione ferroviaria posta lungo la ex ferrovia Piacenza-Bettola, a servizio della città di Piacenza.

## Storia
La stazione fu inaugurata nel 1932 adattando allo scopo il fabbricato della vecchia stazione della linea tranviaria, anche se l'effettivo inizio del trasporto passeggeri e merci si ebbe solo il successivo 27 settembre 1933.
La stazione era di testa ed era inserita in classe A insieme alle sole stazioni di Ponte dell'Olio e Bettola; era quindi dotata di sale d'attesa di prima e seconda classe nonché di un bar.
La ferrovia usciva dalla stazione percorrendo una galleria sotterranea, arrivando poi in superficie solo in prossimità dei raccordi militari.
Durante la seconda Guerra Mondiale la stazione fu danneggiata al punto che, alla ripresa della circolazione sulla linea avvenuta nel dopoguerra, i treni erano costretti a iniziare e terminare le loro corse presso la fermata di Piacenza Lupa, senza raggiungere la stazione terminale.

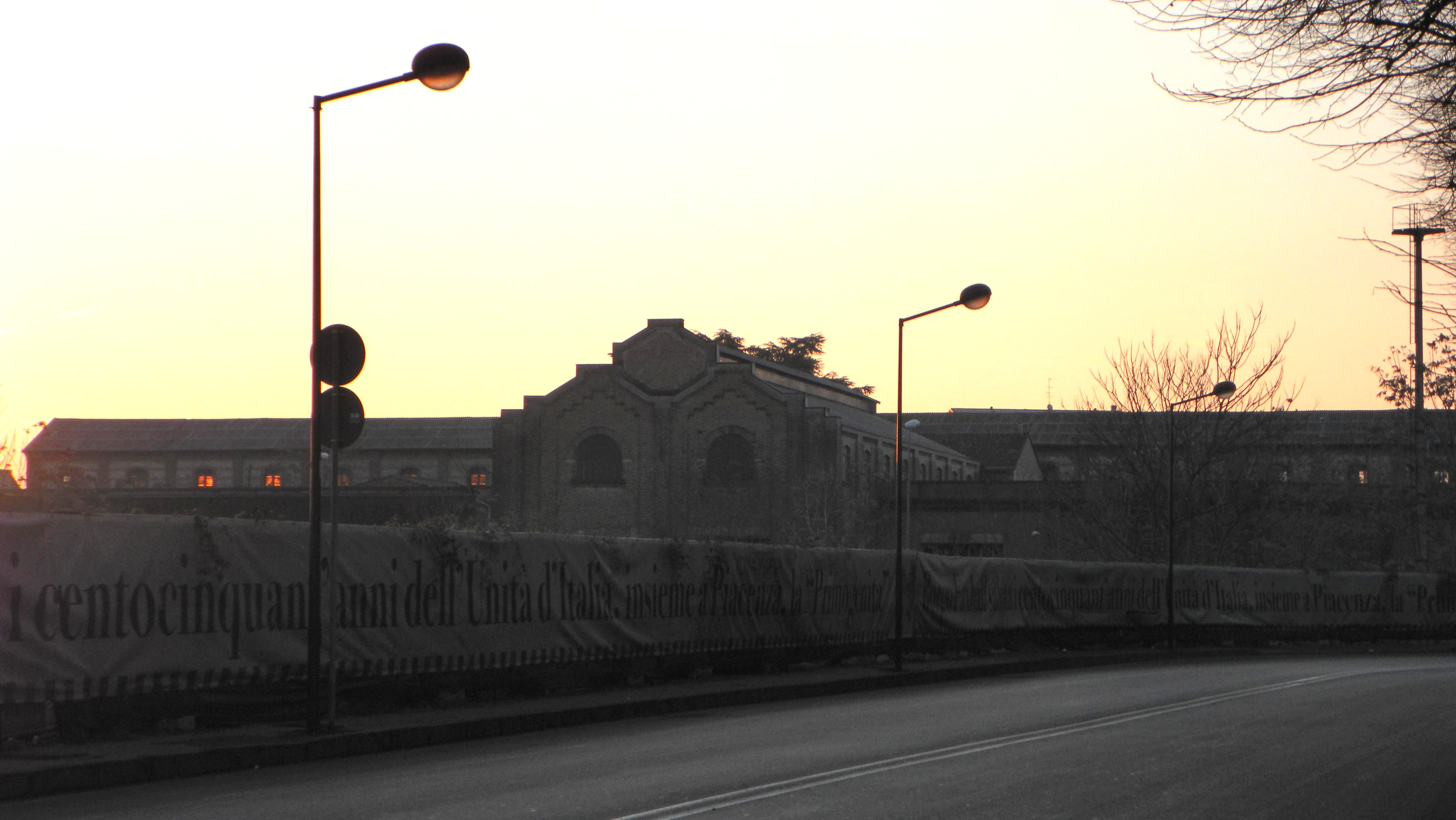
La rimessa delle locomotive

La stazione fu chiusa, insieme all'intera tratta, nel 1967: il fabbricato viaggiatori, dopo anni di abbandono, venne successivamente demolito, venendo poi sostituito da un centro commerciale.
Al contrario, il deposito locomotive, progettato dall'architetto Pietro Berzolla e caratterizzato da un corpo centrale e da due ali laterali più basse, con una facciata a capanna che, grazie all'uso dei mattoni a vista rimandava allo stile romanico lombardo, venne mantenuto e utilizzato come capolinea degli autobus negli anni '80. Sottoposto a vincolo da parte del MiBAC a partire dal 1993, è stato poi ceduto gratuitamente al comune di Piacenza per una sua eventuale riqualificazione.

## Servizi
La stazione disponeva di:
- Bar
- Sala d'attesa